# R. Lee Ermey
Ronald Lee Ermey (Emporia, 24 marzo 1944 – Santa Monica, 15 aprile 2018) è stato un militare e attore statunitense.
Ex drill instructor (grado comparabile al sergente istruttore) dei Marines degli Stati Uniti, recitò spesso nel ruolo di figure autoritarie, come il sergente maggiore Hartman di Full Metal Jacket, il sindaco Tilman nel film di Alan Parker Mississippi burning, il capo ufficio Frank Martin di Willard il paranoico, il giudice Clawson in L'isola dell'ingiustizia - Alcatraz, e il sadico sceriffo Hoyt del remake del 2003 di Non aprite quella porta. Candidato in carriera al Golden Globe, ha condotto un programma su History Channel chiamato Mail Call, in cui Ermey risponde a quesiti di ambito militare posti dai suoi telespettatori. Inoltre fu testimonial di diversi marchi tra cui Glock, Tupperware, e Hoover.

## Biografia

### Giovinezza e carriera militare
Nato a Emporia, un piccolo centro del Kansas, Ermey viene arruolato nel Corpo dei Marines nel 1961, quando un giudice, a seguito dei numerosi arresti subiti dal giovane Ermey, gli concede la possibilità di scegliere tra la vita militare e il carcere. Viene quindi mandato per due anni in qualità di Drill Instructor, presso un'installazione militare dei Marines a San Diego, in California, dal 1965 al 1967. Nel 1968 presta servizio in Vietnam per 14 mesi nel 17º gruppo di supporto dell'aviazione dei Marines e da qui viene mandato in missione per due volte a Okinawa, in Giappone. Queste operazioni gli varranno la promozione a Staff Sergeant, ma alcune ferite riportate nel corso delle stesse ne causeranno il congedo per motivi medici nel 1972. Tra le numerose onorificenze ricevute, compare la promozione onorifica a Gunnery Sergeant concessagli il 17 maggio 2002 dai Marines per i servizi resi, primo nella storia del corpo a riceverla dopo il congedo.

### Carriera da attore
Ermey collaborò come consulente per il film Ufficiale e gentiluomo, per il quale venne anche preso in considerazione per interpretare il sergente Foley. La sua prima apparizione sullo schermo è in The Boys in Company "C", un film sulla guerra del Vietnam del 1978, in cui interpreta la parte di un Drill Instructor; successivamente veste i panni di un ufficiale elicotterista in Apocalypse Now, pellicola alla quale partecipa anche come consulente tecnico del regista Francis Ford Coppola. Negli anni seguenti interpreta una serie di ruoli minori, fino a quando, nel 1987, viene scritturato per il personaggio del Sergente Istruttore Hartman nel film di Stanley Kubrick Full Metal Jacket, a cui lavora anche come assistente tecnico. Inizialmente fu chiamato solo in veste di assistente, ma Kubrick cambiò idea dopo aver visionato un video di addestramento dello stesso Ermey. Kubrick acconsentì che Ermey si scrivesse i propri dialoghi da solo, e successivamente lo definì «un eccellente interprete», che necessitava solo di due o tre indicazioni per girare una scena.
Riceve diversi premi dalla critica e viene candidato al Golden Globe come Miglior attore non protagonista. Successivamente interpreterà ancora la parte del Drill Instructor nell'episodio pilota di Space: Above And Beyond e nel film Sospesi nel tempo.
Nel corso della sua carriera è apparso in circa sessanta film tra cui Dead Man Walking - Condannato a morte, Seven, Via da Las Vegas, Assatanata, L'uomo di casa e Scuola di eroi. Inoltre ha prestato la voce al personaggio del Sergente di Toy Story - Il mondo dei giocattoli e Toy Story 2, ed è apparso in alcune serie animate tra cui I Simpson, I Griffin, Spongebob, in Dr. House - Medical Division (in cui interpreta il ruolo del padre di Gregory House), Scrubs - Medici ai primi ferri (nel ruolo del padre dell'Inserviente), in Una pallottola spuntata 33 1/3, e in diversi videogiochi tra cui Crash Bandicoot: L'ira di Cortex e Fallout Tactics: Brotherhood of Steel. Nel 2013, ha prestato la voce come annunciatore in un DLC del gioco Call of Duty: Ghosts.
È morto il 15 aprile 2018 all'età di 74 anni per le complicazioni di una polmonite. Dopo i funerali, ha ricevuto sepoltura nel Cimitero nazionale di Arlington, Virginia.

### Altre attività
Oltre alla carriera di attore, Ermey vendeva gadget sul suo sito ufficiale, e organizzava tour per alzare il morale delle truppe americane impegnate all'estero.

## Vita privata
Ermey è stato sposato dal 1975 con Nila, da cui ha avuto quattro figli.

## Filmografia

### Attore

#### Cinema
- I ragazzi della Compagnia C (The Boys in Company C), regia di Sidney J. Furie (1978)
- Apocalypse Now, regia di Francis Ford Coppola (1979) – non accreditato
- Dimensione inferno (Purple Hearts), regia di Sidney J. Furie (1984)
- Full Metal Jacket, regia di Stanley Kubrick (1987)
- Mississippi Burning - Le radici dell'odio (Mississippi Burning), regia di Alan Parker (1988)
- Attacco alla base militare Gloria (The Siege of Firebase Gloria), regia di Brian Trenchard-Smith (1989)
- La cosa degli abissi (The Rift), regia di Juan Piquer Simón (1990)
- Cambio d'identità (True Identity), regia di Charles Lane (1991) – non accreditato
- Scuola di eroi (Toy Soldiers), regia di Daniel Petrie Jr. (1991)
- Bella, pazza e pericolosa (Hexed), regia di Alan Spencer (1993)
- Sommersby, regia di Jon Amiel (1993)
- Ultracorpi - L'invasione continua, (Body Snatcher) regia di Abel Ferrara (1993)
- Sfida tra i ghiacci (On Deadly Ground), regia di Steven Seagal (1994)
- Una pallottola spuntata 33⅓ - L'insulto finale (Naked Gun 33 1/3: The Final Insult), regia di Peter Segal (1994) – non accreditato
- L'isola dell'ingiustizia - Alcatraz (Murder in the First), regia di Marc Rocco (1995)
- Lotta estrema (Best of the Best 3: No Turning Back), regia di Phillip Rhee (1995) – non accreditato
- Via da Las Vegas (Leaving Las Vegas), regia di Mike Figgis (1995)
- Seven (Se7en), regia di David Fincher (1995)
- Dead Man Walking - Condannato a morte (Dead Man Walking), regia di Tim Robbins (1995)
- Sospesi nel tempo (The Frighteners), regia di Peter Jackson (1996)
- Prefontaine, regia di Steve James (1997)
- Linea di sangue (Switchback), regia di Jeb Stuart (1997)
- Life, regia di Ted Demme (1999)
- Skipped Parts, regia di Tamra Davis (2000)
- Assatanata (Saving Silverman), regia di Dennis Dugan (2001)
- A torto o a ragione (Taking Sides), regia di István Szabó (2001)
- 2012 - L'avvento del male (Megiddo: The Omega Code 2), regia di Brian Trenchard-Smith (2001)
- Non aprite quella porta (The Texas Chainsaw Massacre), regia di Marcus Nispel (2003)
- Willard il paranoico (Willard), regia di Glen Morgan (2003)
- L'uomo di casa (Man of the House), regia di Stephen Herek (2005)
- Non aprite quella porta - L'inizio (The Texas Chainsaw Massacre: The Beginning), regia di Jonathan Liebesman (2006)
- Solstice, regia di Daniel Myrick (2008)
- Vicini del terzo tipo (The Watch), regia di Akiva Schaffer (2012)

#### Televisione
- Miami Vice – serie TV, 1 episodio 4x09 (1987)
- I racconti della cripta (Tales from the Crypt) – serie TV, episodio 6x09 (1994)
- Space: Above and Beyond – serie TV, prima stagione (1995)
- X-Files (The X-Files) – serie TV, episodio 3x11 (1995)
- Rough Riders, regia di John Milius – miniserie TV (1997)
- JAG - Avvocati in divisa (JAG) – serie TV, episodio 2x11 (1997)
- Terra promessa (Promised Land) – serie TV, 2 episodi (1997)
- Scrubs - Medici ai primi ferri (Scrubs) – serie TV, episodio 1x19 (2000)
- Dr. House - Medical Division (House, M.D) – serie TV, episodi 2x05-5x04 (2005-2008)
- Law & Order - Unità vittime speciali (Law & Order: Special Victims Unit) – serie TV, episodio 12x07 (2010)

### Doppiatore
- Toy Story - Il mondo dei giocattoli (1995)
- Catastrofici castori - serie TV, 1 episodio (1997)
- Starship Troopers - Fanteria dello spazio (1997)
- Toy Story 2 - Woody e Buzz alla riscossa (1999)
- Roughnecks: Starship Troopers Chronicles (1999-2000)
- Buzz Lightyear da Comando Stellare - Si parte! (2000)
- Ricreazione - La scuola è finita (2001)
- I Griffin - serie TV, 1 episodio (2001)
- Invader Zim - serie TV, 1 episodio (2001)
- Kim Possible - serie TV, 2 episodi (2003)
- Fillmore! - serie TV, 1 episodio (2003)
- Le tenebrose avventure di Billy e Mandy - serie TV, 1 episodio (2004)
- Father of the Pride - serie TV, 1 episodio (2004)
- X-Men - Conflitto finale (X-Men: The Last Stand), regia di Brett Ratner (2006)
- The Reef - Amici per le pinne (2006)
- SpongeBob - serie TV, 1 episodio (2007)
- Toy Story 3 - La grande fuga (2010)
- Kung Fu Panda - Mitiche avventure - serie TV, 3 episodi (2012-2015)
- I Simpson - serie TV, 2 episodi (1995-2015)
- Call of Duty: Ghosts - videogioco (2014)

## Doppiatori italiani
Nelle versioni in italiano delle opere in cui ha recitato, R. Lee Ermey è stato doppiato da:
- Elio Zamuto in Love Is a Gun - Amore mortale, Dead Man Walking - Condannato a morte, Willard il paranoico
- Dario De Grassi in Cambio d'identità, Fitz
- Renato Mori in Scuola di eroi, Assatanata
- Sandro Sardone in Bella, pazza e pericolosa, Dr. House - Medical Division
- Luciano De Ambrosis in Sfida tra i ghiacci, Seven
- Angelo Nicotra in Non aprite quella porta, Non aprite quella porta - L'inizio
- Eros Pagni in Full Metal Jacket
- Michele Kalamera in Mississippi Burning - Le radici dell'odio
- Giorgio Locuratolo in X-Files
- Goffredo Matassi in Una pallottola spuntata 33⅓ - L'insulto finale
- Vittorio Congia in Ultracorpi - L'invasione continua
- Carlo Sabatini ne L'isola dell'ingiustizia - Alcatraz
- Claudio Fattoretto in Sospesi nel tempo
- Franco Zucca in Prefontaine
- Glauco Onorato in Linea di sangue
- Dario Penne in Law & Order - Unità vittime speciali
- Sergio Graziani in 2012 - L'avvento del male
- Vittorio Di Prima in Scrubs - Medici ai primi ferri
- Manlio De Angelis ne L'uomo di casa
- Dante Biagioni in Eleventh Hour
- Bruno Alessandro in Vicini del terzo tipo
- Stefano Valli in Apocalypse Now Redux (ridoppiaggio)

Da doppiatore è sostituito da:
- Andrea Ward in Toy Story - Il mondo dei giocattoli, Toy Story 2 - Woody e Buzz alla riscossa, Buzz Lightyear da Comando Stellare: Si parte!, Toy Story 3 - La grande fuga
- Saverio Moriones ne I Simpson
- Diego Sabre in SpongeBob
- Massimiliano Lotti in Batman: The Brave and the Bold
- Fabrizio Temperini in Kung Fu Panda - Mitiche avventure